# Steven Sterkprijs
De Steven Sterkprijs wordt sinds 2005 uitgereikt tijdens de jaarlijkse Friese talentenjacht Liet in Leeuwarden. Een jury kent de prijs toe aan de schrijver van de beste tekst van een lied dat tijdens Liet wordt gezongen. De prijs bedraagt vijfhonderd euro. Hij wordt beschikbaar gesteld door uitgever Steven Sterk.
Zie voor de winnaars van de Steven Sterkprijs het artikel Liet.